# Ptychodon schuppi
Ptychodon schuppi е вид коремоного от семейство Charopidae. Видът е застрашен от изчезване.

## Разпространение
Разпространен е в Бразилия.